# Gundam Lost War Chronicles
Gundam Lost War Chronicles (機動戦士ガンダム戦記: Lost War Chronicles?, Kidō senshi Gundam senki: Lost War Chronicles) è un manga scritto da Tomohiro Chiba e disegnato da Masato Natsumoto, ambientato nell'Universal Century della saga di Gundam e tratto dall'omonimo videogioco per PlayStation 2 della Bandai.
Lost War Chronicles è un manga breve concepito sulla falsariga dell'anime Mobile Suit Gundam: The 08th MS Team. Come questo è ambientato sulla Terra durante la Guerra di un anno ed è incentrato sulle vicende di personaggi minori dell'una e dell'altra parte belligerante, tangenti la storia e gli episodi narrati nella prima serie TV Mobile Suit Gundam.
In Giappone è stato pubblicato dalla Kadokawa Shoten nel 2002 direttamente in formato tankōbon in 2 volumi. L'edizione italiana è della Star Comics, e riproduce quella giapponese, con traduzioni di Rie Zushi ed adattamento di Guglielmo Signora.

## Trama
I protagonisti della breve storia, ambientata sul fronte europeo, sono i membri del 3º Plotone Mobile Suit dell'Unità Speciale dell'Esercito della Federazione Terrestre, impegnati in azioni diversive a margine dell'Operazione Odessa, ed i componenti di una squadra della Legione Straniera del Principato di Zeon, un corpo formato da mercenari e aspiranti cittadini, impegnati sullo stesso fronte.

## Personaggi principali
- Federazione Terrestre: 3º Plotone MS
  - Tenente Mat Heley
  - Caporale Noel Anderson

- Principato di Zeon: Legione Straniera
  - Sottotenente Ken Bederstadt
  - Caporale Yuki Nakasato